# Liga Premier de Irak 2016-17
La Liga Premier de Irak 2016–17 fue la 43.ª temporada de la liga de máxima división del fútbol Iraki desde su establecimiento en 1974. El Al-Zawraa parte como campeón defensor.

## Equipos
Al-Zawraa

Al-Talaba

Al-Quwa Al-Jawiya

Al-Naft

Al-Shorta

Amanat Baghdad

Al-Kahraba

Al-Karkh

Al-Hedood

Al-Hussein
Al-Minaa

Naft Al-Janoob

Al-Bahri
Veinte equipos compiten en la ligaː 18 equipos de la anterior temporada, y dos equipos promovidos de la División Uno de Irak.
Los clubes Al-Hussein y Al-Bahri fueron promovidos. El club capitalino hace su debut en la máxima categoría, mientras que el Al-Bahri no jugaba desde la temporada 1990-91. Reemplazan a los clubes Duhok y Al-Sina'a.

### Datos generales
| Club              | Entrenador         | Ciudad   | Sede                         | Aforo  |
| ----------------- | ------------------ | -------- | ---------------------------- | ------ |
| Al-Hedood         | Abdul Naji         | Bagdad   | Estadio Al-Hedood            |        |
| Al-Kahraba        | Shaker Mahmoud     | Bagdad   | Estadio Al Naft              | 3,000  |
| Al-Karkh          | Essam Hamed        | Bagdad   | Estadio Al Karkh             | 6,000  |
| Al-Minaa          | Hussam Al Sayed    | Basora   | Estadio Al Mina'a            | 10,000 |
| Al-Naft           | Sabah Abdul-Jaleel | Bagdad   | Estadio Al Naft              | 3,000  |
| Al-Quwa Al-Jawiya | Abbas Attiya       | Bagdad   | Estadio Al Jawiya            | 10,000 |
| Al-Shorta         | Mohamed Youssef    | Bagdad   | Estadio Al-Shaab (temporary) | 45,000 |
| Al-Talaba         | Saleh Radi         | Bagdad   | Al Talaba Stadium            | 6,000  |
| Al-Zawraa         | Emad Mohammed      | Bagdad   | Al Zawraa Stadium            | 20,000 |
| Baghdad FC        | Thayer Ahmed       | Bagdad   | Baghdad FC Stadium           | 3,000  |
| Erbil             | Ayoub Odisho       | Erbil    | Estadio Franso Hariri        | 40,000 |
| Karbalaa FC       | Ali Hadi           | Karbalaa | Estadio Karbala              | 5,000  |
| Naft Al-Janoob    | Emad Aoda          | Basora   | Estadio Naft Al-Janoob       | 4,000  |
| Naft Maysan       | Hassan Ahmed       | Amarah   | Estadio Al-Maimuna           | 10,000 |
| Najaf FC          | Salman Husain      | Najaf    | Estadio An Najaf             | 10,000 |
| Naft Al-Wasat     | Abdul Ghani Shahad | Najaf    | Estadio Naft Al-Wasat        |        |
| Zakho             | Mohammad Qwayed    | Dohuk    | Estadio Duhok                | 6,000  |

## Jugadores extranjeros
El número de jugadores extranjeros está restringido a tres por equipo, con dos en el campo.
Nota: Los clubes Al-Bahri, Al-Hedood, Al-Hussein, Al-Kahraba, Al-Karkh, Al-Naft, Naft Al-Janoob y Naft Maysan no tienen jugadores extranjeros en sus escuadras.
| Club              | Jugador 1         | Jugador 2          | Jugador 3         |
| ----------------- | ----------------- | ------------------ | ----------------- |
| Al-Minaa          | David Rugamas     | Ricardinho Paraiba |                   |
| Al-Najaf          | Oday Jafal        | Ahmad Al Douni     |                   |
| Al-Quwa Al-Jawiya | Hamid Mido        | Zaher Midani       | Ali Ghalioum      |
| Al-Shorta         | Ahmed Magdy       | Hamdi Al Masri     |                   |
| Al-Samawa         | Abdul-Aziz Kone   |                    |                   |
| Al-Talaba         | Abou Kone         | Fallou Sarr        | Kabiru Akinsola   |
| Al-Zawraa         | Hussein Jwayed    | Nadim Sabagh       | Luis Ramos        |
| Amanat Baghdad    | Acatcho Acory     | Amisa Asan         |                   |
| Erbil             | Tamer Haj Mohamad | Ahmed Qaddour      |                   |
| Karbala           | Raheem Oulabi     |                    |                   |
| Naft Al-Wasat     | Alaa Al Shbli     | Moayad Ajan        | Yousif Al-Alousi  |
| Zakho             | Néstor Renderos   | Mahmoud Al-Bahar   | Khaled Al-Mobayed |

## Tabla de posiciones
|     | Equipos de fútbol | PJ | G  | E  | P  | GF | GC | Dif | Pts |
| --- | ----------------- | -- | -- | -- | -- | -- | -- | --- | --- |
| 01. | Al-Naft           | 29 | 17 | 10 | 2  | 46 | 15 | +31 | 61  |
| 02. | Al-Shorta         | 29 | 16 | 11 | 2  | 45 | 21 | +18 | 59  |
| 03. | Naft Al-Wasat     | 27 | 15 | 9  | 3  | 34 | 17 | +17 | 54  |
| 04. | Al Quwa Al Jawiya | 23 | 15 | 7  | 1  | 37 | 11 | +26 | 52  |
| 05. | Al Minaa          | 29 | 14 | 10 | 5  | 33 | 20 | +13 | 52  |
| 06. | Al-Zawraa         | 26 | 14 | 7  | 5  | 47 | 17 | +30 | 49  |
| 07. | Baghdad FC        | 29 | 13 | 10 | 6  | 24 | 15 | +9  | 49  |
| 08. | Nayaf FC          | 28 | 12 | 10 | 6  | 34 | 26 | +8  | 46  |
| 09. | Al-Talaba         | 26 | 11 | 9  | 6  | 35 | 25 | +10 | 42  |
| 11. | Naft Al-Janoob    | 27 | 7  | 12 | 8  | 29 | 30 | -1  | 33  |
| 10. | Naft Maysan       | 28 | 6  | 12 | 10 | 20 | 27 | -7  | 30  |
| 12. | Al-Hedood         | 28 | 6  | 11 | 11 | 26 | 37 | -11 | 29  |
| 13. | Karbala FC        | 27 | 5  | 11 | 11 | 18 | 34 | -16 | 26  |
| 14. | Al-Bahri SC       | 29 | 6  | 6  | 17 | 34 | 56 | -22 | 24  |
| 15. | Al-Kahraba        | 29 | 4  | 11 | 14 | 17 | 33 | -16 | 23  |
| 16. | Al-Hussein        | 29 | 3  | 11 | 15 | 17 | 37 | -20 | 20  |
| 17. | Zakho FC          | 28 | 2  | 13 | 13 | 14 | 36 | -22 | 19  |
| 18. | Samawa FC         | 29 | 2  | 10 | 17 | 18 | 38 | -20 | 16  |
| 19. | Al-Karkh SC       | 28 | 2  | 8  | 18 | 17 | 50 | -33 | 14  |
| 20. | Arbil FC (D)      | 0  | 0  | 0  | 0  | 0  | 0  | 0   | 0   |

Pts = Puntos; PJ = Partidos jugados; G = Partidos ganados; E = Partidos empatados; P = Partidos perdidos; GF = Goles anotados; GC = Goles recibidos; Dif = Diferencia de goles

(C) = Campeón; (D) = Descendido; (P) = Promovido; (E) = Eliminado; (O) = Ganador de Play-off; (A) = Avanza a siguiente ronda.

Fuente:
|  | Liga de Campeones 2018                     |
|  | Liga de Campeones 2018 (Play-Off)          |
|  | Copa de Clubes del Mundo Árabe 2017-18     |
|  | Descenso a la División Uno de Irak 2017-18 |